# Ponte Sant'Angelo

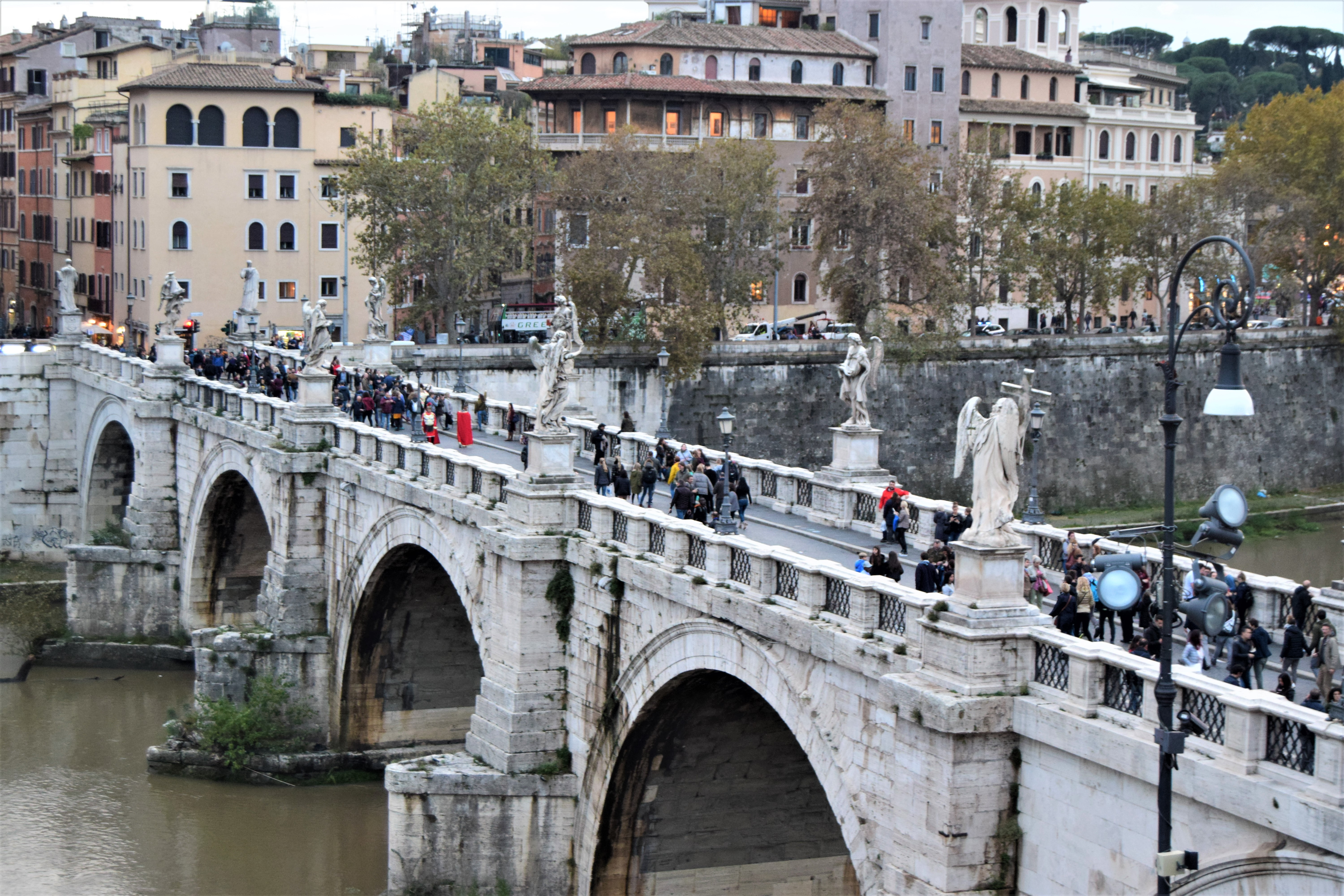
Il ponte visto da Castel Sant'Angelo

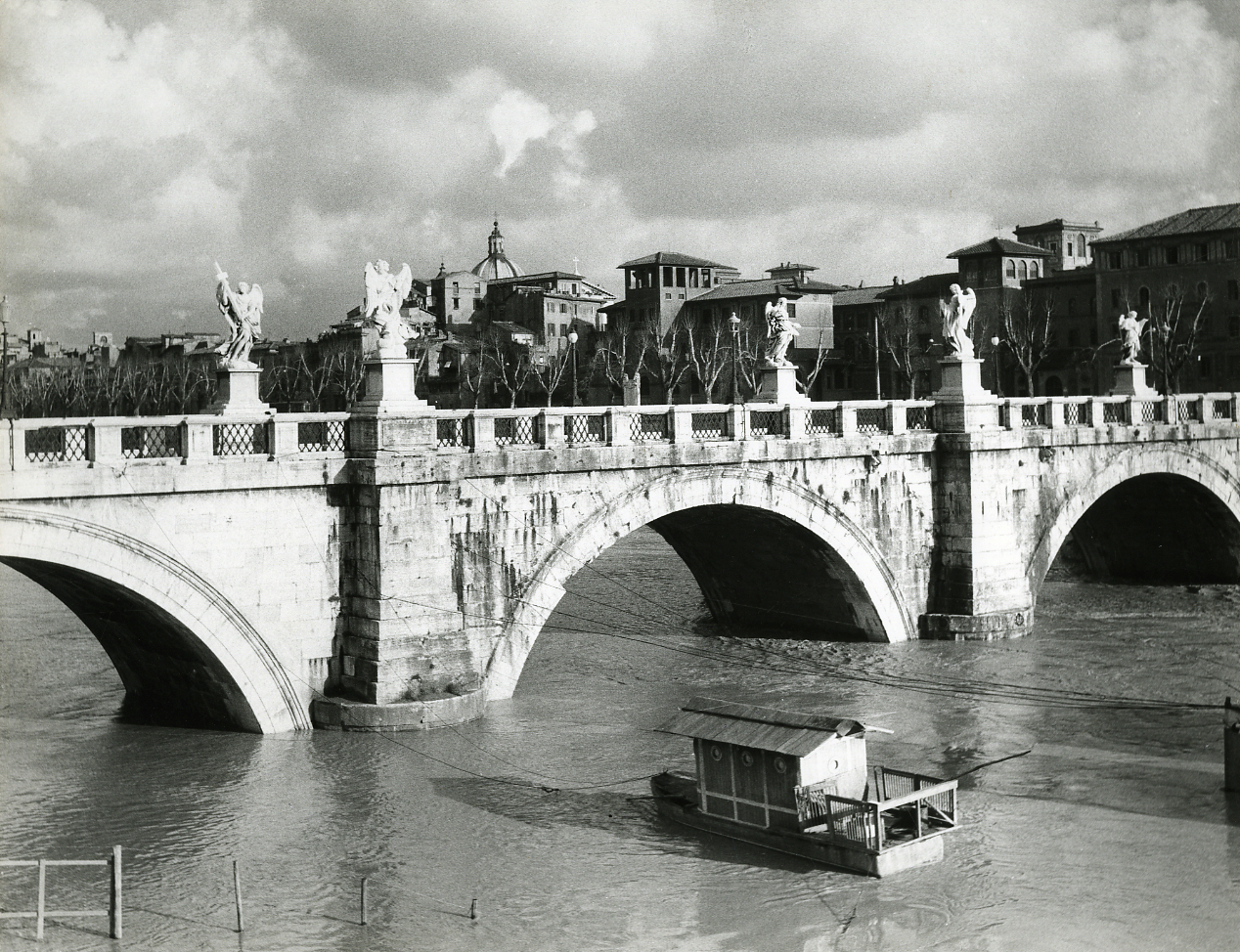
Lato del ponte. Foto di Paolo Monti, 1975

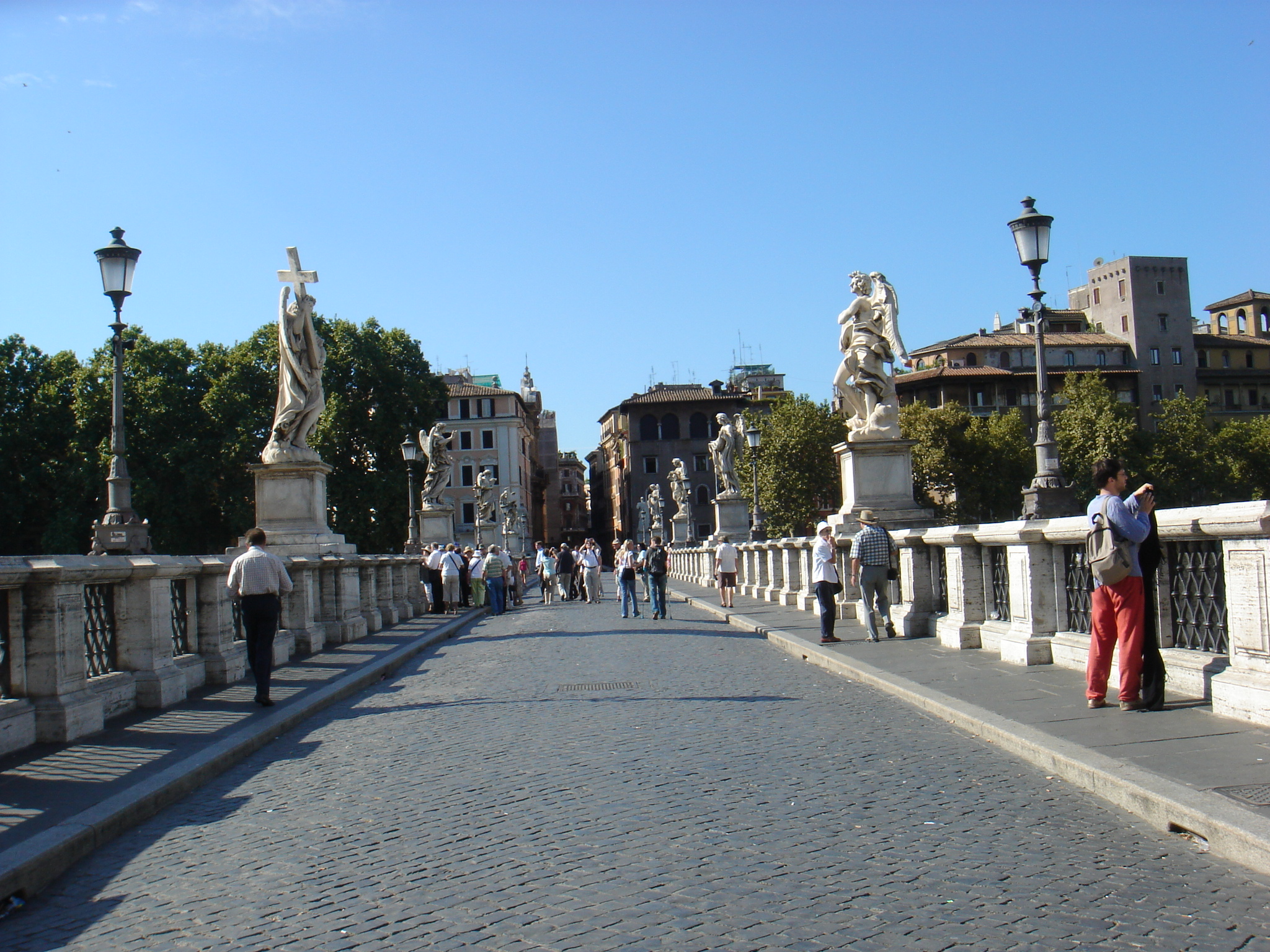
Ponte Sant'Angelo verso il rione Ponte

Ponte Sant'Angelo, noto anche come pons Aelius (ponte Elio), pons Hadriani (ponte di Adriano) o ponte di Castello, è un ponte che collega piazza di Ponte S. Angelo al lungotevere Vaticano, a Roma, nei rioni Ponte e Borgo.
Fu costruito a Roma nel 134 dall'imperatore Adriano, su progetto di un certo Demetriano, per collegare alla riva sinistra il suo mausoleo.

## Storia

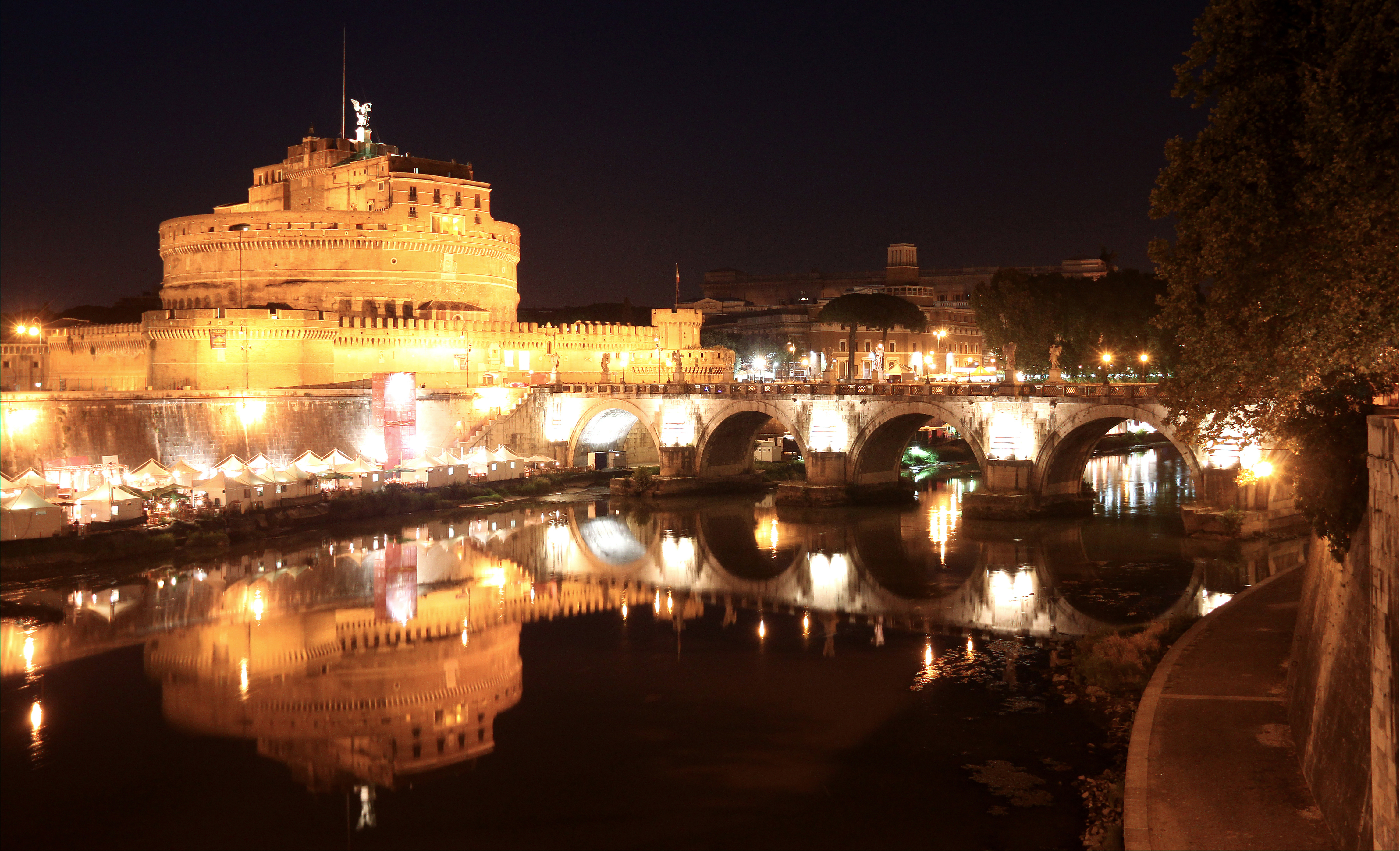
Ponte Sant'Angelo di notte

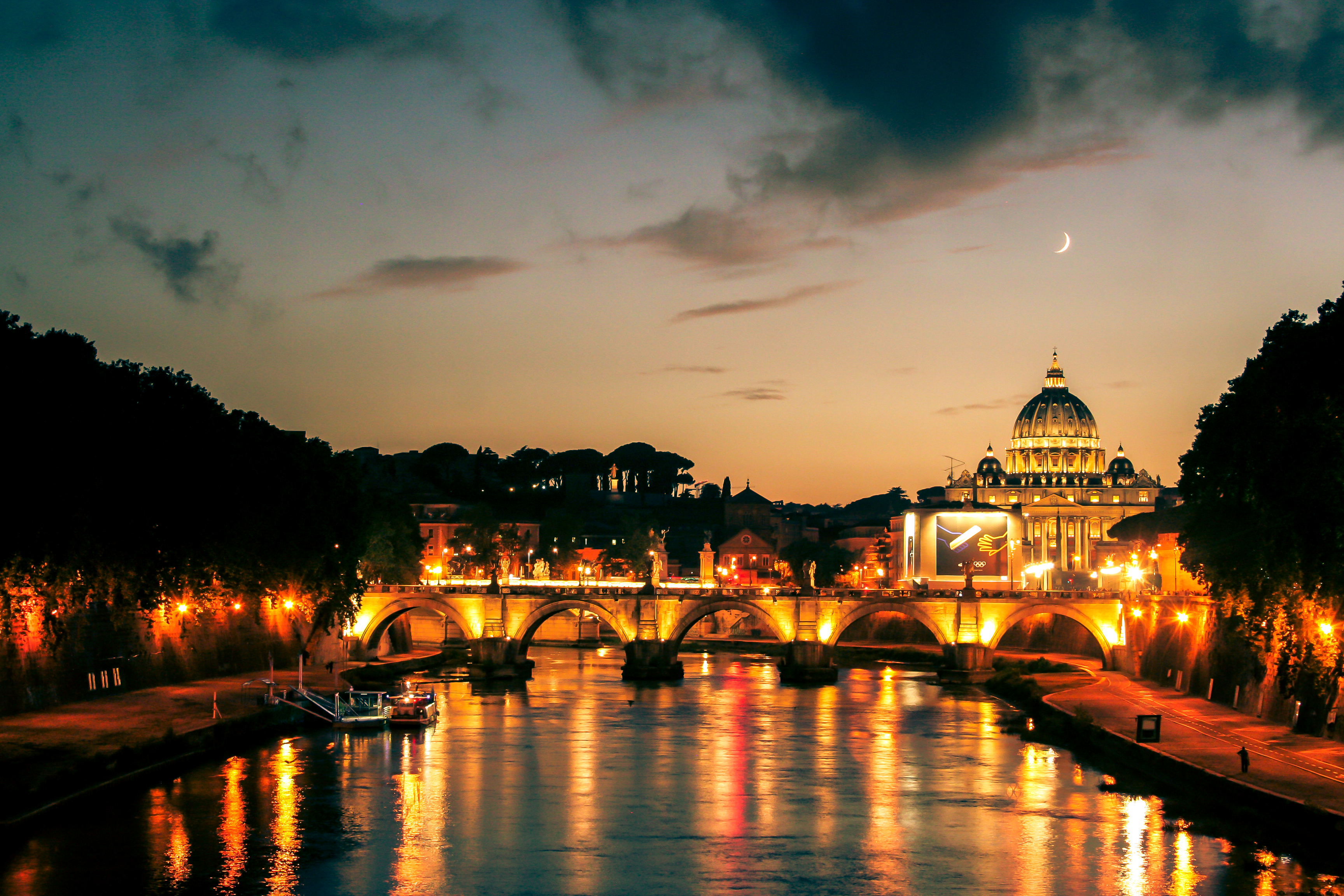
Ponte Sant'Angelo

Era costruito in peperino e rivestito da travertino e aveva tre arcate, a cui si accedeva mediante rampe dalla riva. Le rampe erano a loro volta sostenute da tre arcate minori sulla riva sinistra e da due sulla riva destra, verso il mausoleo di Adriano, che furono distrutte nel 1893 in occasione della realizzazione degli argini del fiume e sostituite da arcate moderne. Il piano stradale aveva ai lati alti marciapiedi dotati di balaustre in travertino.
Nel luglio 472 fu utilizzato dalle truppe gotiche del magister militum Ricimero per attaccare la parte orientale della città, difesa dall'imperatore romano Antemio. Nel Medioevo fu utilizzato dai pellegrini diretti alla basilica di San Pietro e fu conosciuto anche con il nome di "ponte di San Pietro" (pons Sancti Petri). Nel VI secolo sotto il papa Gregorio Magno, prese il nome di "ponte Sant'Angelo" dal Castel Sant'Angelo (originariamente mausoleo di Adriano). Durante il giubileo del 1450 le balaustre del ponte cedettero per la gran calca dei pellegrini e morirono 172 persone: in seguito furono abbattute alcune case alla testata del ponte per consentire uno spazio di deflusso ai pellegrini. Furono inoltre costruite due piccole cappelle rotonde dedicate a Santa Maria Maddalena e ai Santi Innocenti, che furono abbattute per motivi di difesa nel 1527 (o nel 1530). Nella piazza antistante al lato sinistro del Tevere si apriva piazza di Ponte, su cui, nel tratto ora percorso dal Lungotevere proveniente da piazza Pasquale Paoli si affacciava lo scomparso palazzo Altoviti fatto costruire da Bindo Altoviti, nella quale per lungo tempo si eseguivano le condanne alla pena capitale usando esporre sul ponte i corpi dei condannati a morte, come monito per la popolazione.
Nel 1535 papa Clemente VII fece collocare all'ingresso del ponte le statue di san Pietro e san Paolo a cui furono successivamente aggiunte altre statue raffiguranti i quattro evangelisti ed i patriarchi Adamo, Noè, Abramo e Mosè. Nel 1669 papa Clemente IX fece realizzare un nuovo parapetto, disegnato dal Bernini, sopra il quale furono collocate dieci statue raffiguranti Angeli che portano gli strumenti della Passione, scolpite da allievi di Bernini sotto la sua direzione. Delle statue precedenti rimangono solo quelle di Pietro e Paolo.
- Angelo con la colonna (scultore Antonio Raggi, iscrizione "Tronus meus in columna").
- Angelo con i flagelli (scultore Lazzaro Morelli, iscrizione "In flagella paratus sum").
- Angelo con la corona di spine: l'originaria scultura di Bernini e del figlio Paolo non fu mai messa in opera sul ponte e fu collocata nel XVIII secolo nella chiesa di Sant'Andrea delle Fratte. La scultura sul ponte è una copia dello scultore Paolo Naldini (iscrizione "In aerumna mea dum configitur spina"),
- Angelo con il sudario o Angelo con il Volto Santo (scultore Cosimo Fancelli, iscrizione "Respice faciem Christi tui").
- Angelo con la veste e i dadi (scultore Paolo Naldini, iscrizione "Super vestem meam miserunt sortem").
- Angelo con i chiodi (scultore Girolamo Lucenti, iscrizione "Aspiciant ad me quem confixerunt").
- Angelo con la croce (scultore Ercole Ferrata, iscrizione "Cuius principatus super humerum eius").
- Angelo con il cartiglio: l'originale scolpito dal Bernini insieme al figlio Paolo, non fu collocato sul ponte e sarà spostato nella chiesa di Sant'Andrea delle Fratte nel XVIII secolo e sostituito da una copia di Bernini stesso con l'aiuto dello scultore Giulio Cartari (iscrizione "Regnavit a ligno deus").
- Angelo con la spugna (scultore Antonio Giorgetti, iscrizione "Potaverunt me aceto").
- Angelo con la lancia (scultore Domenico Guidi, iscrizione "Vulnerasti cor meum").

Da questo ponte deriva il nome del rione Ponte.

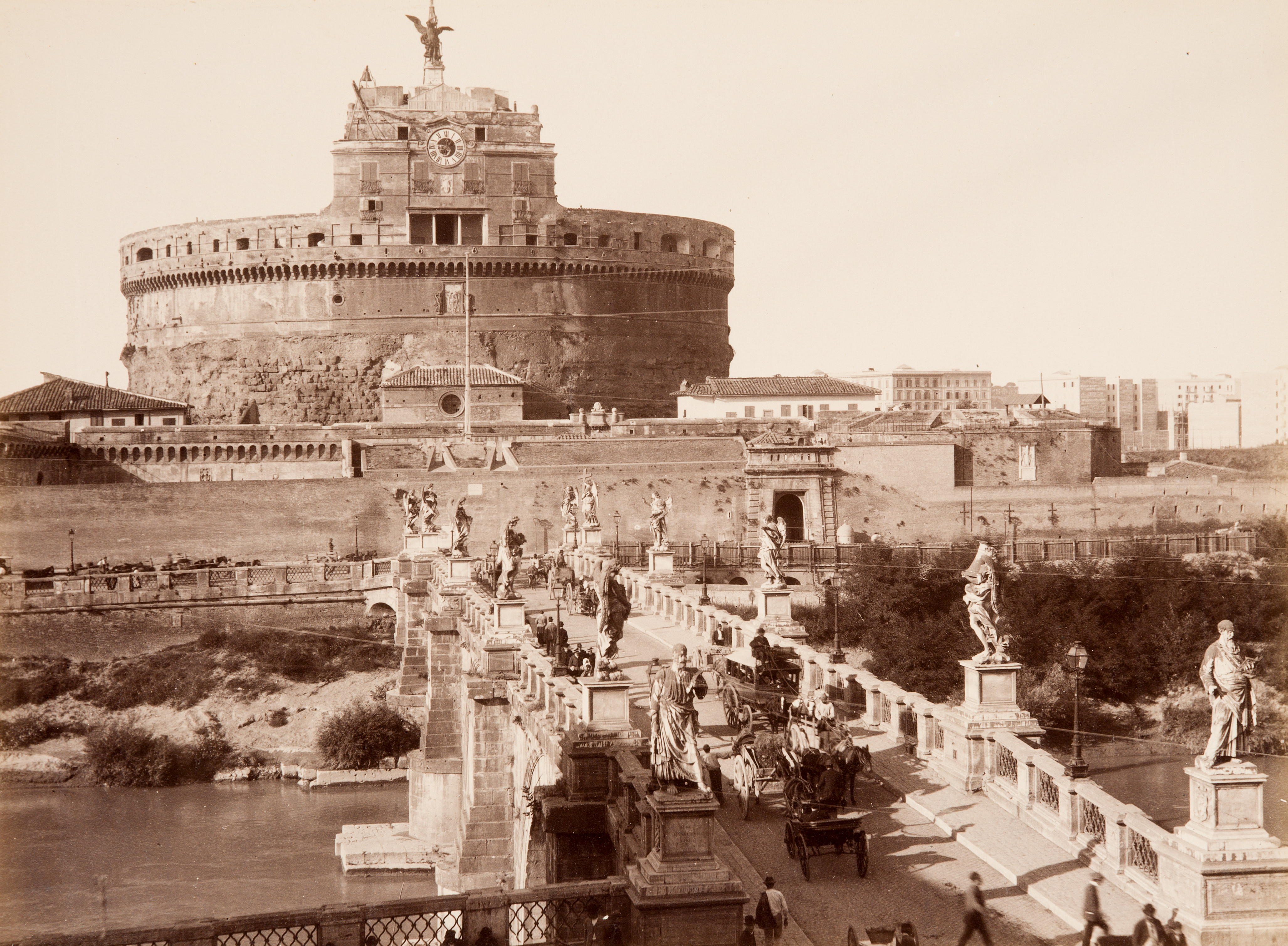
Il Ponte Sant'Angelo e l'omonimo Castello nel 1888, quando era ancora una caserma. Si nota in cima l'orologio del Castello, rimosso durante il restauro del 1901-1906.

## Le statue del ponte

### Le statue di San Pietro e San Paolo

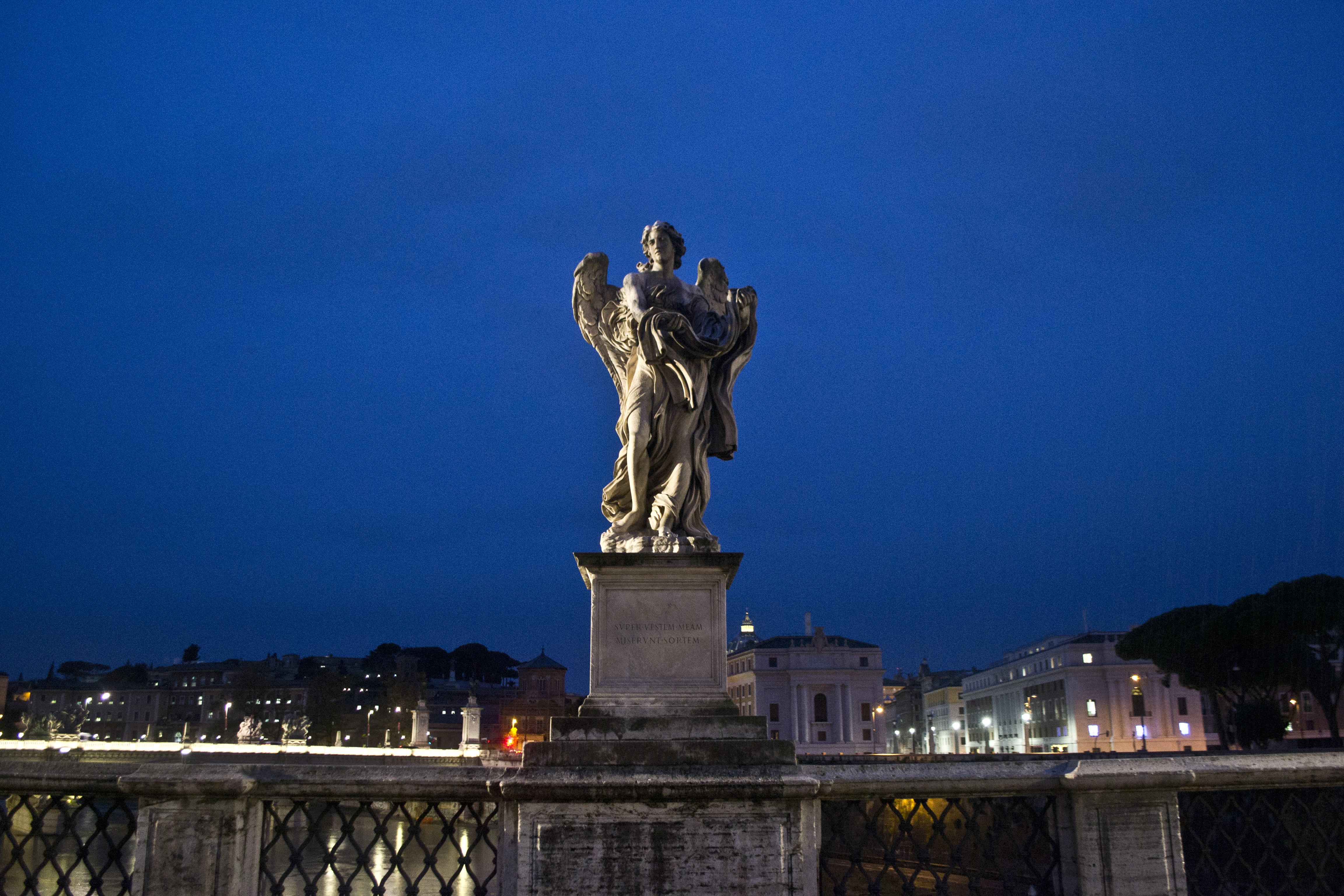
Statua su Ponte Sant'Angelo

All'inizio del ponte, sulla sponda opposta al castello, si trovano le statue di San Pietro e San Paolo. Il primo tiene le chiavi del cielo e il secondo stringe una spada. Entrambi i santi vengono spesso rappresentati con questi due simboli. In particolare San Paolo è rappresentato con una spada perché lui stesso, nella lettera agli Efesini, utilizzò quest'arma come un simbolo della lotta contro il male. All'interno della lettera infatti descrive l'armatura di Dio e invita tutti gli uomini ad indossarla. Al termine della descrizione compare la spada, allegoria della Parola di Dio  (Ef 6,17). 
Le due incisioni alla base delle statue recitano rispettivamente: "Hinc humilibus venia" e "Hinc retributio superbis". Ovvero "Di qui il perdono per gli umili" "Di qui la retribuzione dei superbi". Come a dire che il passaggio per quella via obbligata renderà agli umili ed ai superbi ciò che rispettivamente meritano.

### Le statue degli angeli
Gli angeli presenti sul ponte mostrano agli uomini gli strumenti della Passione di Cristo. Le incisioni alla base delle statue sono prese dall'Antico Testamento (ad eccezione di quelle poste sotto l'angelo con la tunica e l'angelo con i chiodi prese rispettivamente dal Vangelo di Matteo e dal testo del vexilla regis).

Le statue degli angeli vennero commissionate da Papa Clemente IX nel 1667 e sono state poste sul ponte nel 1670. Sono state realizzate dagli allievi di Gian Lorenzo Bernini sotto la sua direzione, eccezione fatta per i due angeli recanti il cartiglio dell'INRI e la corona di spine scolpiti dal Bernini stesso. Queste ultime però non furono mai poste sul ponte perché considerate sin da subito troppo belle per essere esposte alle intemperie. Al loro posto vennero collocate delle copie e gli originali sono stati donati nel 1729 dagli eredi dell'artista alla Basilica di Sant'Andrea delle Fratte dove tutt'oggi sono custoditi.

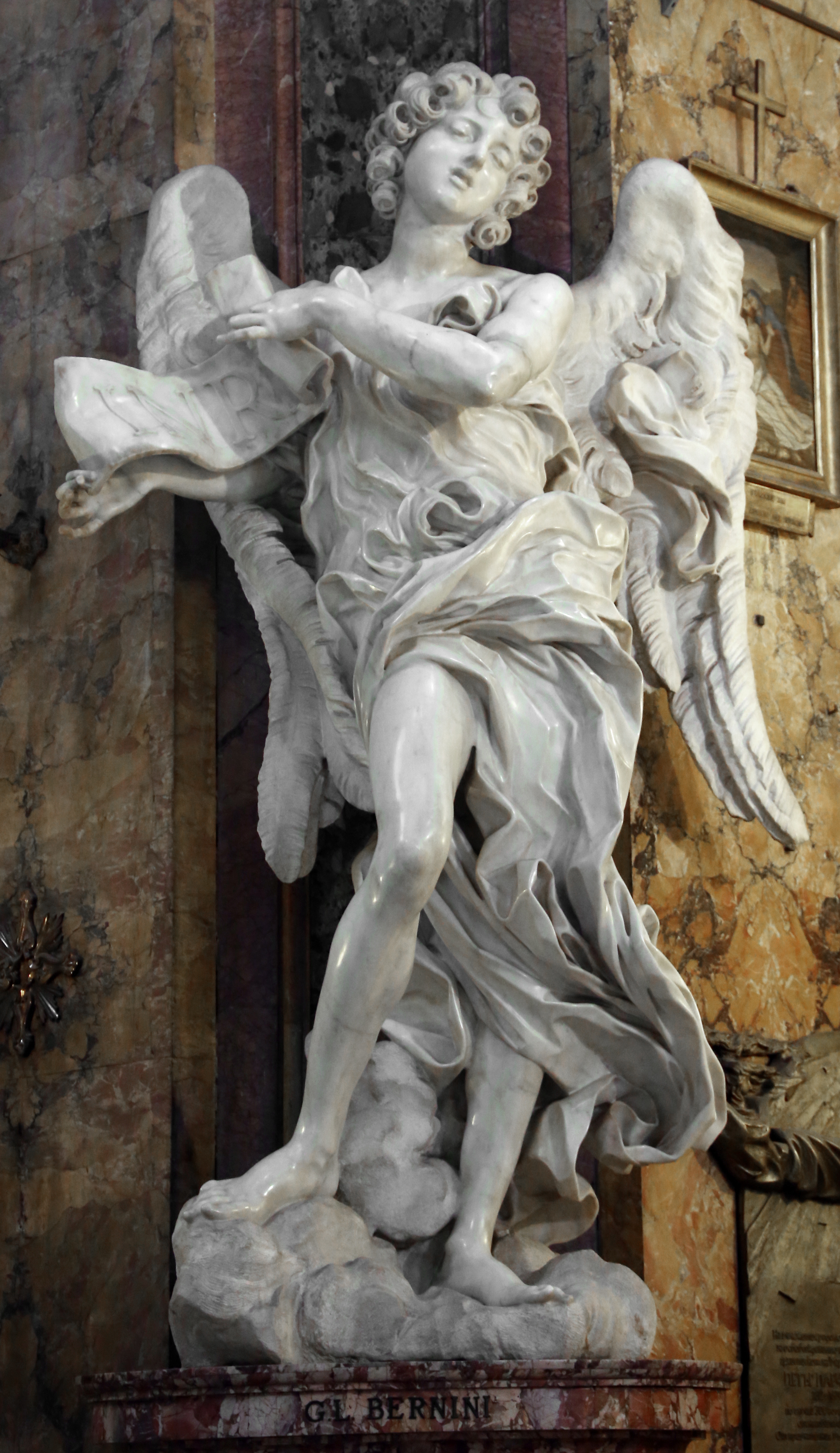
Angelo con cartiglio (1668-1669), Bernini
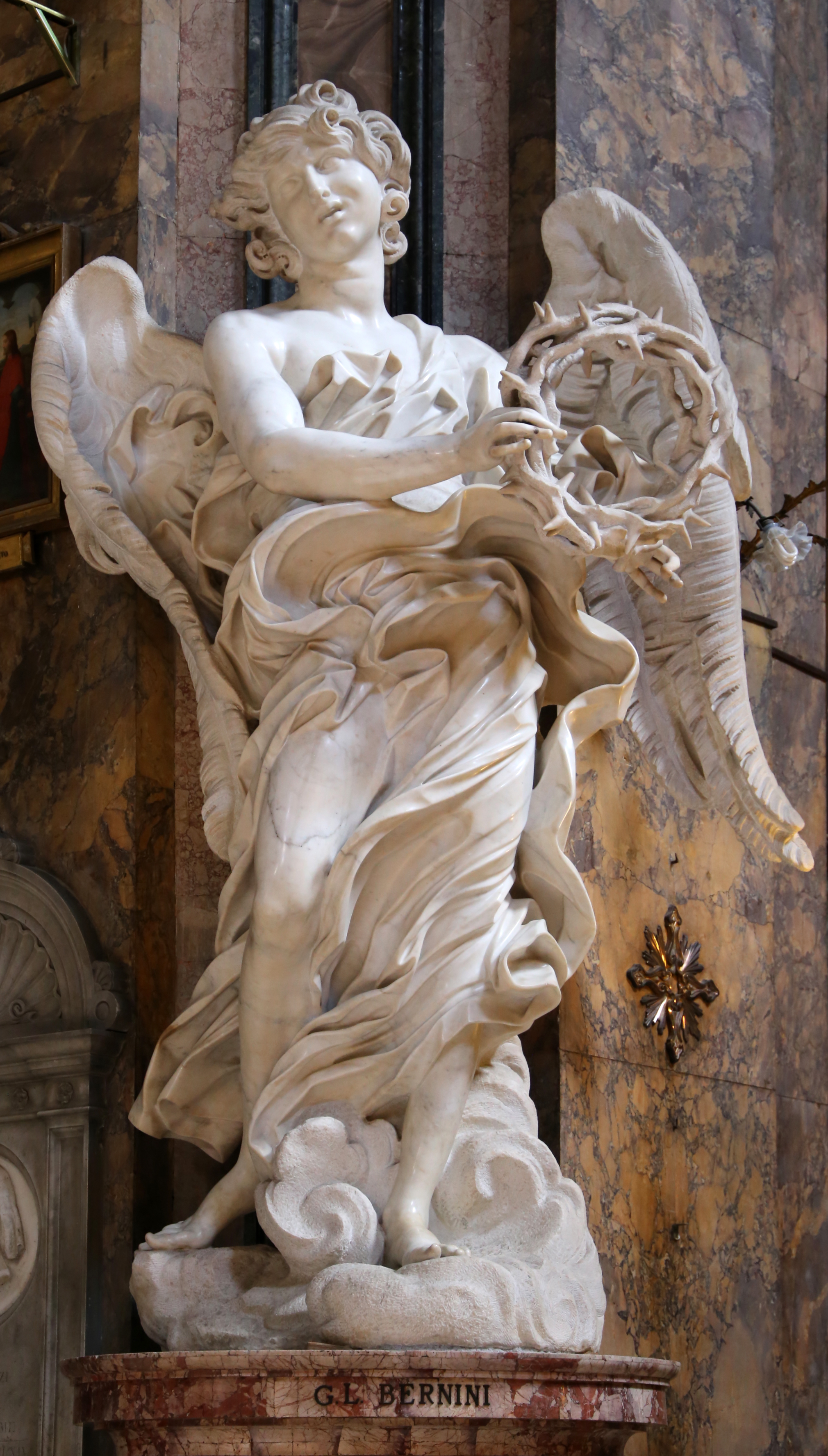
Angelo con corona di spine (1668-1669), Bernini

#### Prima coppia di angeli
I primi due angeli mostrano gli strumenti con cui i soldati flagellarono Gesù una volta finito il processo in cui Pilato lo condannò a morte. L'avvenimento è narrato nei Vangeli (si veda ad esempio la narrazione nel Vangelo di Matteo: Mt 27,26). 
Le incisioni alla base delle statute recitano: "In flagella paratus sum" e "Tronus meus in columna". Ovvero: "Sono pronto al flagello", "Il mio trono e nella colonna". Sono prese rispettivamente dal versetto 18 del salmo 37 (vedi sl 37,18) e dal versetto 7 del capitolo 24 del Libro del Siracide (vedi Sir 24,7).

#### Seconda coppia di angeli
Il terzo angelo mostra la corona di spine che, terminata la flagellazione, gli venne posta sulla testa per schernirlo in quanto veniva acclamato come Re da una parte della popolazione (anche qui si veda ad esempio la narrazione dell'episodio fatta nel Vangelo di Matteo: Mt 27,29). Il quarto il velo che secondo la leggenda una donna di nome Veronica utilizzò per pulire il suo volto dal sangue.
Le incisioni alla base delle statue recitano: "In aerumna mea dum configitur spina" e "Respice faciem Christi tui". Ovvero: "Nella mia tribolazione si conficca la spina", "Guarda il volto del tuo Cristo". Sono prese rispettivamente dal versetto 4 del salmo 31 (vedi sl 31,4) e dal versetto 10 del salmo 83 (vedi sl 83,10).

#### Terza coppia di angeli
La terza coppia di angeli mostra i chiodi che utilizzarono per crocifiggerlo e la sua tunica con sopra i dadi che i soldati utilizzarono per spartirsela a sorte (Mt 27,35).
Le incisioni alla base delle statue recitano: "Super vestem meam miserunt sortem" e "Aspiciant ad me quem confixerunt". Ovvero: "Sulla mia veste gettarono la sorte", "Volgano lo sguardo a me che crocifissero". Sono prese rispettivamente dal versetto 35 del capitolo 24 del Vangelo di Matteo (vedi Mt 24,35) e dal versetto 10 del capitolo 12 del Libro di Zaccaria (vedi  Zc 12,10)

#### Quarta coppia di angeli
La quarta coppia mostra invece la croce su cui venne crocifisso e la scritta INRI che posero alla sua sommità per indicare la causa della sua condanna a morte (Mt 27,37).
Le incisioni alla base delle statue recitano: "Cuius principatus super humerum eius" e "Regnavit a ligno deus". Ovvero: "Il suo regno è caricato sulle sue spalle", "Regnava Dio appeso al legno della croce". Sono prese rispettivamente dal versetto 6 del capitolo 9 del Libro di Isaia (vedi Is 9,6) e dal testo del vexilla regis (vedi Vexilla regis Archiviato il 26 marzo 2023 in Internet Archive.).

#### Quinta coppia di angeli
La quinta coppia mostra infine la spugna imbevuta di aceto che gli porsero per dargli da bere (Mt 27,48) e la lancia con cui gli trafissero il costato per essere certi della sua morte (Gv 19,34).
Le incisioni alla base delle statue recitano: "Potaverunt me aceto" e "Vulnerasti cor meum" . Ovvero: "Mi diedero da bere aceto", "Feristi il mio cuore". Sono prese rispettivamente dal versetto 22 del salmo 68 (vedi sl 68,22) e dal versetto 9 del capitolo 4 del Cantico dei Cantici (vedi Cn 4,9).
Si noti infine che sotto i piedi di tutti gli angeli del ponte sono scolpite delle nuvole che li sorreggono. Gli angeli sono infatti posti volutamente più in alto dei passanti così che, guardandoli dal basso, appaiano loro sullo sfondo del cielo sorretti da una nuvola.

#### Statua dell'Arcangelo Michele
Dal ponte è ben visibile una statua dell'Arcangelo Michele che svetta sopra Castel Sant'Angelo. Secondo alcune interpretazioni delle Scritture l'Arcangelo Michele suonerà la tromba che annuncerà la seconda venuta di Cristo sulla Terra (Prima lettera ai Tessalonicesi: 1Ts 4,16). La sua statua venne posta in quella posizione intorno al 600 d.C. da Papa Gregorio Magno perché ebbe un'apparizione dell'arcangelo che, dalla sommità dell'edificio, riponeva la spada nel fodero. Da quella visione il pontefice ne dedusse che le preghiere erano state ascoltate e la pestilenza che era dilagata nella città sarebbe presto finita. Nel corso degli anni la statua, originariamente in legno, andò distrutta e fu sostituita più volte. Quella che si può ammirare oggi è la sesta versione realizzata ed è stata collocata sopra Castel Sant'Angelo nel 1753.

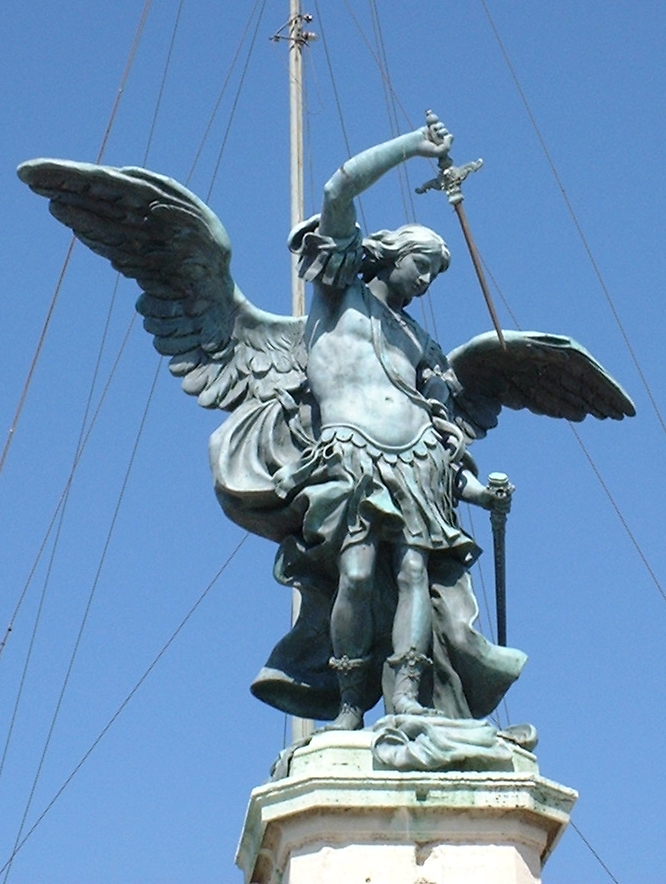
Dal ponte è visibile una statua dell'Arcangelo Michele posta sulla sommità di Castel sant'Angelo. L'arcangelo è rappresentato nell'atto di riporre la spada nel fodero. (Artista: Peter Anton von Verschaffelt,1753)

## Curiosità
Dante Alighieri partecipò probabilmente al giubileo del 1300 ed ebbe modo di osservare la moltitudine di pellegrini che attraversava il ponte. Nel diciottesimo canto dell'Inferno descrive quello che vide in quella circostanza:
Come i Roman per l'essercito molto,
l'anno del giubileo, su per lo ponte
hanno a passar la gente modo colto,
che da l'un lato tutti hanno la fronte
verso 'l castello e vanno a Santo Pietro,
da l'altra sponda vanno verso il monte.
(Inf. XVIII, 28-33)
Per regolare il traffico sul ponte si era cioè stabilito che i pellegrini che andavano a San Pietro camminassero da un lato del ponte con la fronte rivolta verso il Castello mentre quelli che tornavano camminassero sull'altro lato con la fronte rivolta al Monte Giordano.